# Municipio de Carpenter (Dakota del Norte)
El municipio de Carpenter (en inglés: Carpenter Township) es un municipio ubicado en el condado de Steele en el estado estadounidense de Dakota del Norte. En el año 2010 tenía una población de 51 habitantes y una densidad poblacional de 0,56 personas por km².

## Geografía
El municipio de Carpenter se encuentra ubicado en las coordenadas 47°16′57″N 97°46′14″O / 47.28250, -97.77056. Según la Oficina del Censo de los Estados Unidos, el municipio tiene una superficie total de 90.7 km², de la cual 90,7 km² corresponden a tierra firme y (0 %) 0 km² es agua.

## Demografía
Según el censo de 2010, había 51 personas residiendo en el municipio de Carpenter. La densidad de población era de 0,56 hab./km². De los 51 habitantes, el municipio de Carpenter estaba compuesto por el 100 % blancos. Del total de la población el 9,8 % eran hispanos o latinos de cualquier raza.